# ギプスの女
『ギプスの女』（QUID PRO QUO）は2008年公開のアメリカ映画。日本では劇場未公開で、DVDが2010年に発売された。
原題の『QUID PRO QUO』とは「ギブ＆テイク」という意味。

## ストーリー
自傷行為により自由を奪われた世界でしかエクスタシーを感じることができない人々が集うアンダーグラウンドの世界。ごく普通の日常から、そんな世界に足を踏み入れた男アイザック（ニック・スタール）と、そこで出会うミステリアスな女性フィオナ（ヴェラ・ファーミガ）。2人の間に生まれた歪んだ愛情の裏にひそむものとは？

## スタッフ
- 監督・脚本：カルロス・ブルックス
- 制作：ジェイソン・クリオット、ジョアナ・ヴィンセンテ、トッド・ワグナー
- 撮影：マイケル・マクドノー
- 音楽：マーク・マザースボー
- 美術：ロシェル・ベルリネール

## 出演
- アイザック・ノット：ニック・スタール（吹替：小倉直寛）
- フィオナ：ヴェラ・ファーミガ（吹替：志摩淳）
- レイン：エイミー・マリンズ